# 川上谷川

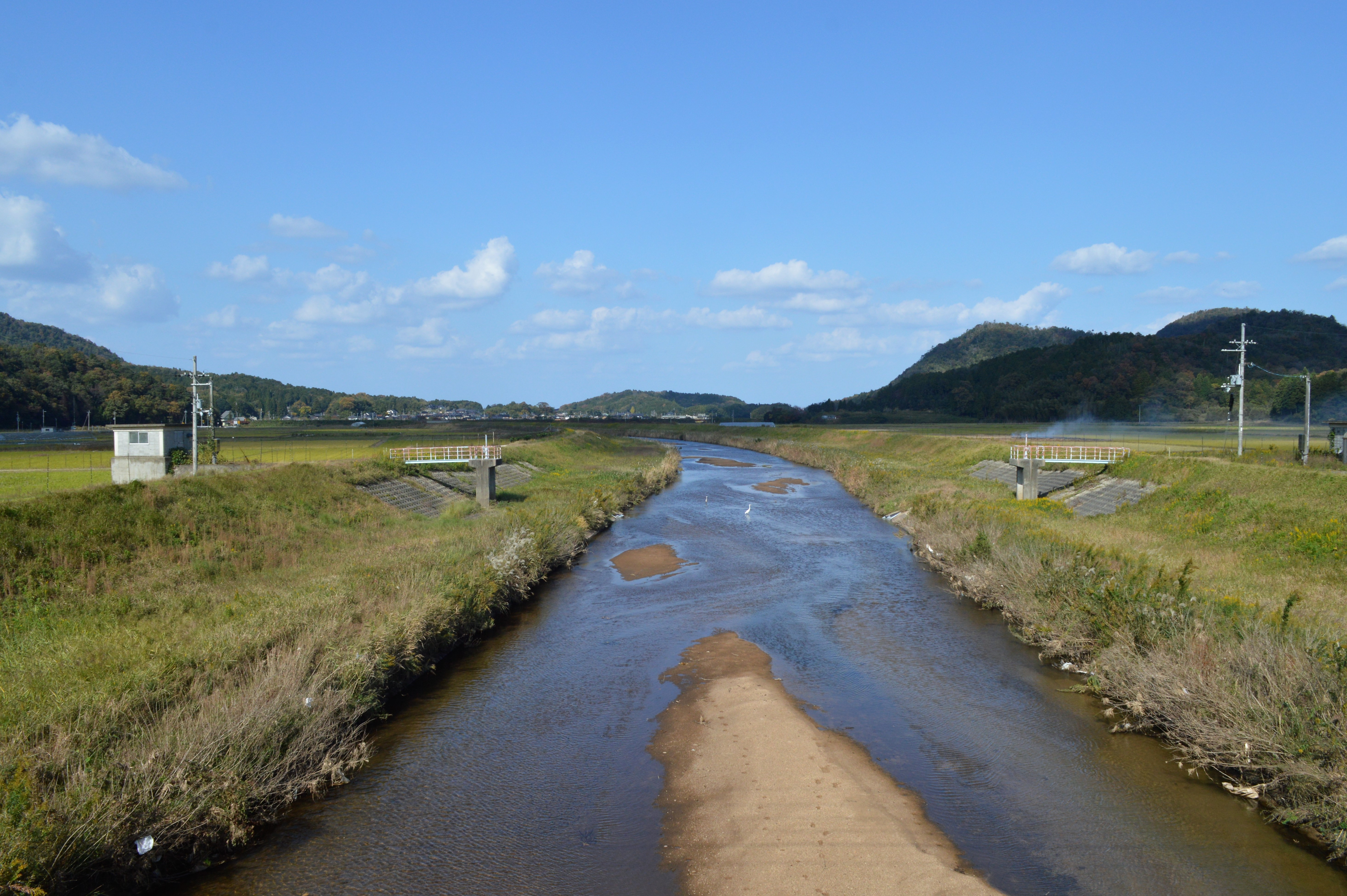
川上谷川

川上谷川（かわかみだにがわ）は、京都府京丹後市久美浜町を流れる川上谷川水系の二級河川。流域面積は約44.8 km2、流路延長は約12.2kmである。

## 地理

### 地質・自然
流域の地質はおおむね花崗岩からなるが、一部は安山岩や流紋岩である。気候は冬期の積雪が多い日本海型気候であり、豊岡測候所で観測された年平均気温は14.2度、年平均降水量は約2,000mmである。アカマツやコナラなどの自然林が流域の大部分を占め、沿岸部にはスギ、ヒノキ、サワラなどの植林もなされている。源流部にはヒダサンショウウオ（国準絶滅危惧、府準絶滅危惧種）が生息しており、またアカザなども確認されている。日本海沿岸は山陰海岸国立公園に指定されており、川上谷川が流入する久美浜湾は全域において公園指定がなされている。

### 流路
| 川上谷川水系 | 川上谷川水系 | 流域面積(km2) | 河川延長(km) |
| ------------ | ------------ | ------------- | ------------ |
| 川上谷川     | 川上谷川     | 34.4          | 12.2         |
| 永留川       | 永留川       | 2.4           | 2.0          |
| 永留川       | 芦原川       | 3.4           | 3.0          |
| 伯耆谷川     | 伯耆谷川     | 4.6           | 2.5          |
| 合計         | 合計         | 44.8          | 19.7         |

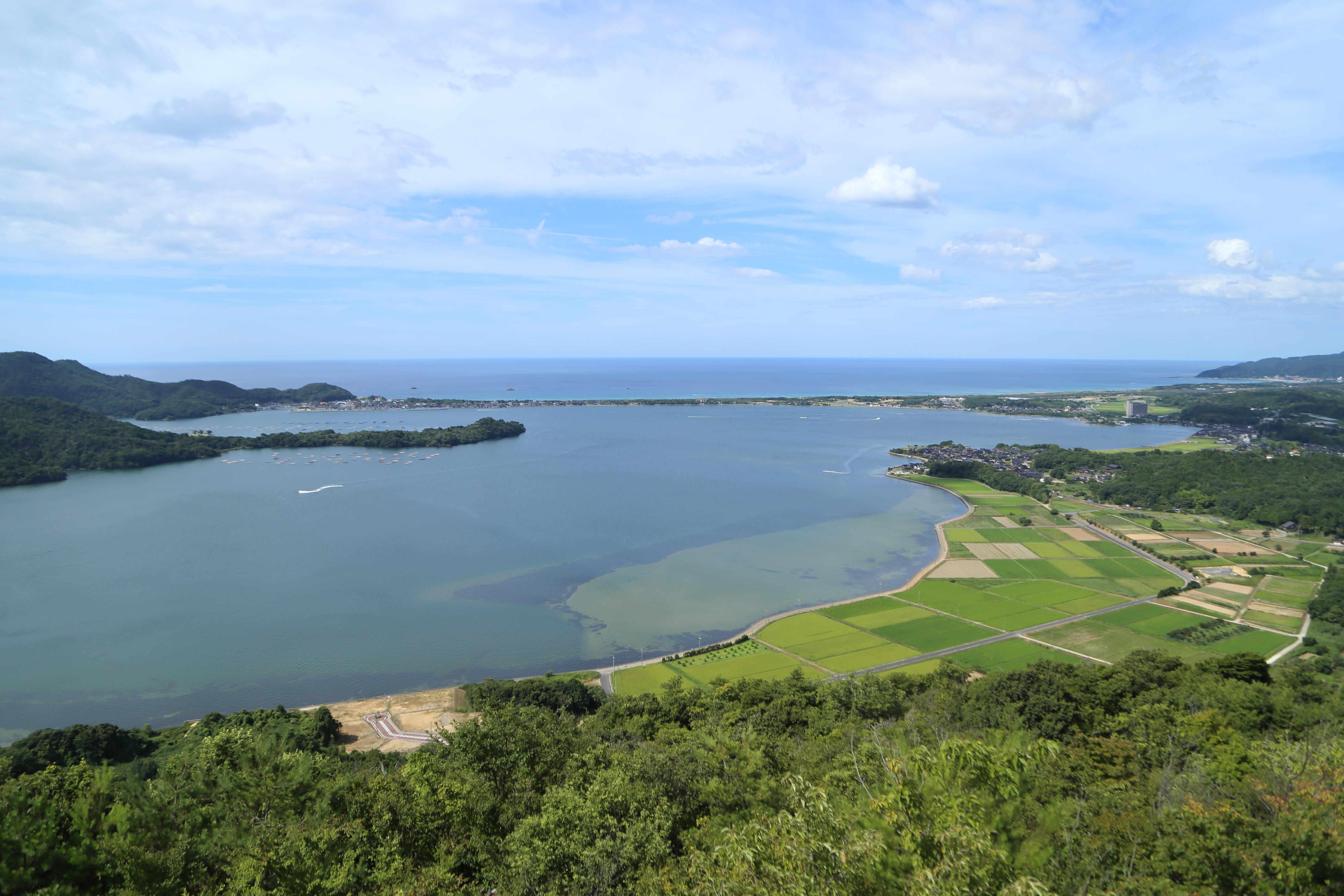
川上谷川が注ぐ久美浜湾

京都府京丹後市と兵庫県豊岡市の境界にある高竜寺ヶ岳の北西麓、円城峠付近に端を発し、高竜寺ヶ岳・法沢山・青地山に囲まれた地域を北流する。上流部の久美浜町布袋野や市野々まで比較的開けており、布袋野の北側で3つの支流が合流する。兵庫県道・京都府道706号町分久美浜線に並行して真北に向かい、中流域には豊かな沖積平野を形成する。久美浜町市場付近で伯耆谷（ほうきだに）川を、久美浜町島付近で芦原川と永留川を合わせる。流域には支流に沿って扇状地性低地が広がり、京都府立久美浜高校付近で国道312号を越える。徐々に川幅を広げ、下流域の平野部には三角州低地を形成する。京都丹後鉄道宮豊線を越えると約90度向きを変え、国道178号と並行しながら久美浜湾に注ぐ。
緩やかな丘陵を挟んで東側には、川上谷川と並行して佐濃谷川が流れている。川上谷川の流域面積は佐濃谷川の80%程度だが、形成する河谷平野は川上谷川のほうが大きく、また水源近くまで水田が広がっている。現在は下流で西に向きを変えて久美浜湾に注いでいるが、佐濃谷川と同じく、先史時代には向きを変えずに直接日本海に注いでいたと考えられている。

## 歴史
内陸部の河岸には弥生後期の遺跡がある。中流の須田付近の山麓には100以上もの群集墳がある。『和名抄』には川上谷川流域の集落として川上郷と海部郷（現在の海士）が記されている。流域には海士の矢田神社、須田の衆良（すら）神社、出角の伊豆志弥（いずしみ）神社、金谷の三島田神社、友重の聴部（ききへ）神社、油池の意布伎（いふき）神社、甲山の丸田神社と実に7社もの式内社がある。中世には佐濃谷川や川上谷川の流域がさらに開発された。1889年（明治22年）に市制町村制が施行されると、川上谷川流域には海部村、川上村、神野村が成立した。1955年（昭和30年）から1958年（昭和33年）にかけて、久美浜町は周辺の村々を合併して町域が確定し、2004年、久美浜町は周辺の町々と合併して京丹後市となった。